# 1990年蒙古革命
1990年蒙古革命是1990年1月12日发生在蒙古人民共和国首都乌兰巴托的政治事件。
这场革命始於要求蒙古人民共和國政府進行政治和經濟改革的絕食抗議，最終導致蒙古的民主化與憲法的重新制定。這場革命由在乌兰巴托蘇赫巴托爾廣場抗議的青年領銜，結局為威權政體以不流血的方式瓦解。
1992年2月12日，蒙古人民共和国改国名为蒙古国，并更改国旗、国徽，实行多党制，从专政制度转变成宪政民主體制。這場革命的主要領導者包括委員桑加苏伦·卓力格、乌兰巴托前市長额尔登·巴特乌勒、巴特额尔登·巴特巴亚尔與前任蒙古總統查希亞·額勒貝格道爾吉。
這場革命終結了蒙古70年來的社會主義政權。革命後多黨制開始實行，但蒙古人民革命黨仍維持統治直到1996年於選舉落敗，雖然如此，這場革命仍為蒙古民主改革與走向市場經濟的開端，其受到蘇聯的改革與東歐劇變的啟發與影響。

## 背景
蒙古曾为中国（清朝）的附庸国。1911中国武昌起义后，蒙古宣布脱离清朝独立，成立政教合一的大蒙古国。经过几波周折，1921年在苏联的帮助下正式宣布独立。然而，蒙古深受苏联的影响，1924年成为一党制社会主义国家。
执政党蒙古人民党因为苏联方面的压力，更名为蒙古人民革命党。此后几十年，蒙古与苏联高度结盟，苏联视之为自己的“卫星国家”。为了建立共产主义国家，蒙古采取了各种极端措施，民主领袖、喇嘛和知识分子遭到迫害和清洗。蒙古一度完全禁止宗教活动，摧毁700座寺院，同时建设蒙古最大的城市、建立主要工业以及发展群众教育。1939年至1984年，霍尔洛金·乔巴山、尤睦佳·泽登巴尔两任国家领导人，都对苏联日益介入蒙古持支持态度。1984年，尤睦佳·泽登巴尔辞职。以姜巴·巴特蒙赫为首的新领导层受到苏联戈尔巴乔夫改革的启发，推进经济改革，但民间不少人主张更加广泛的变革。
1980年代末，随着东欧社会主义国家相继垮台，苏联放弃对东欧的控制。1989年，苏联开始从蒙古撤军。

## 过程
1989年12月10日，蒙古首都乌兰巴托出现了半个多世纪来第一次非官方组织的群众示威游行，乌兰巴托四处都能见到批评国家政策、呼吁民主改革的传单，全国各地爆发群众示威。
1989年12月卓力格领导成立蒙古第一个反对党——蒙古民主联盟。
示威者要求多党制、普选的自由选举、以市场经济取代中央计划经济、私有制、重组政府以及保护人权，保护宗教自由。示威者使用传统的蒙古文字，以示对政府强加蒙古语西里尔字母的抗议。
1990年1月12日，游行示威者无视游行集会的禁令，要求政治和经济改革。2月18日，民主联盟宣布成立蒙古民主党，其指导纲领是“自由主義”。
1990年3月，广场上发动静坐绝食，要求当时执政的蒙古人民革命党中央委员会辞职。5月，蒙古修订宪法，删除一党专政条文，正式开放党禁。6月，人民革命党依法重新登记注册。7月蒙古人民革命党在蒙古历史上首次自由选举中获胜。
1990年9月蒙古人民革命党中央委员兼蒙古人民共和国总统彭薩勒瑪·奧其爾巴特当选为首任蒙古國总统。
1992年1月13日，蒙古通过了第四部宪法（蒙古国宪法），同年2月12日生效。宪法规定，其崇高目标是在本国建立人道主义的公民民主社会。